# Gorilla Tag
Gorilla Tag (с англ. — «Обезьяньи догонялки») — компьютерная игра для шлемов Виртуальной Реальности в жанре action, разработанная единственным разработчиком Керестеллом «Another Axiom» Смитом (Также известен как «Lemming») для Oculus Quest, Quest 2 и Windows. Игра вышла в раннем доступе в феврале 2021 года. Полноценный релиз состоялся в 2023 году.
В последствие игра была портированна на Meta Quest 3, Meta Quest 3s и PlayStation VR2

## Игровой процесс
Игроки играют друг с другом в такие игры, как догонялки и перестрелка на рогатках, либо просто бесцельно общаются друг с другом в режиме Casual. Персонажи игроков выглядят как гориллы без ног. Управление осуществляется при помощи движений рук используя контроллеры движения.
В игре есть 9 карт (Включая под-карты и удаленные: 34): Лес, Снежные горы, Город, Пустыня, Облака, Пляж, Шахты, Подвал.
В картах игроки могут покупать различные аксессуары и одежду. Валютой для покупки служат блестящие камни (англ. Shiny Rocks). Каждые восемь часов игроку даётся 100 камней, также их можно приобрести посредством микротранзакций.

## Влияние
На январь 2023 года разработчик заработал примерно 26 млн долларов только от микротранзакций и только на платформе App Lab у шлемов Oculus.

## Комментарии
1. 1 2  В раннем доступе.
2. ↑  Полноценный релиз.